# Чернігівський тролейбус
Черні́гівський троле́йбус — тролейбусна мережа міста Чернігова. Восьма за рейтингом система електротранспорту в Україні. Довжина контактної мережі становить 110,5 км (одиночного контактного дроту — 221 км), а довжина маршрутів — 156 км. На балансі перебуває 99 тролейбусів, з них 95 пасажирських, зокрема 47 з низьким рівнем підлоги. У будні дні в години пік на маршрути виходить 56 тролейбусів (і ще 4 автобуси, які підсилюють маршруту № 10). 
У 2023 році тролейбусними маршрутами скористалося 22,2 млн пасажирів (з них 60% пасажири з правом пільгового проїзду). Тролейбуси виконали 3 млн км транспортної роботи на восьми маршрутах.

## Історія
8 квітня 1963 року Міністр комунального господарства Олександр Селіванов видав указ № 116 «Про організацію Чернігівського тролейбусного підприємства». Згодом на посаду начальника новоствореного тролейбусного підприємства призначили Якова Олександровича Гореліка. Будівництво проходило з притаманними соціалістичній системі розмахом і швидкими темпами. Впродовж 1963 року були заасфальтовані вулиці, якими планувалося пустити тролейбус. На початку квітня 1964 року вже надійшли перші чотири машини (2 МТБЕС і 2 ЗіУ-5). Підготовка до пуску першого тролейбуса проходила у гранично стислі терміни. Наприкінці жовтня вже проводилась обкатка побудованих ліній.
5 листопада 1964 року на трасі завдожки 22 км відбулося офіційне відкриття трьох тролейбусних маршрутів: «Бобровиця — Капроновий завод (Хімволокно)», «Бобровиця — Камвольно-суконний комбінат» і «Бобровиця — Вокзал», на які вийшли 22 машини. Рух тролейбусів пролягав вулицями Шевченка, Пушкіна, Свердлова, Урицького, Попудренка, Леніна, Щорса.
Під напутні слова начальника тролейбусного управління Якова Олександровича Гореліка вирушили в перший рейс водії: Анатолій Ніколаєнко, Василь Ананко, Володимир Пода, Анатолій Баран та кондуктори: Валентина Горковчук, Тамара Орлова, Наталія Пасюк, Катерина Ковальчук. Тролейбус сподобався не тільки містянам, а й владі міста — це сприяло подальшому розвитку мережі, появі нових маршрутів, закупівлі рухомого складу.
Наприкінці 1964 року парк нараховував 32 тролейбуси, а в КП «ЧТУ» працювало понад 200 працівників.
2 серпня 1965 року було відкрито маршрут № 4, який з'єднав Капроновий завод із селом Коти. Святковий мітинг з нагоди пуску нового маршруту провів голова міськвиконкому В. В. Андрієвський. Також було запущено нову тягову підстанцію. У вересні 1965 року у Чернігові експлуатувалися 56 тролейбусів, а з моменту відкриття руху перевезено понад 10 мільйонів пасажирів.

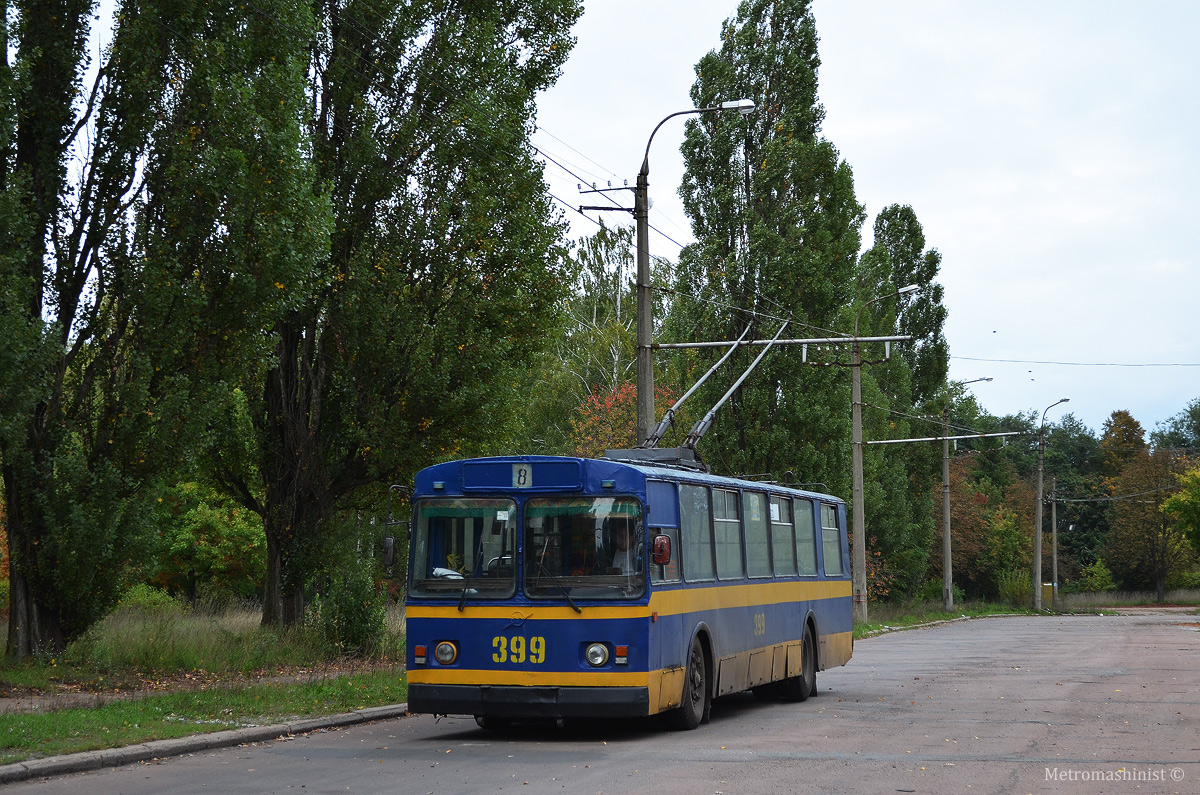
ЗіУ-682В-013 [В0В] (№ 399)

Станом на середину травня 1966 року у Чернігові експлуатувалися 90 тролейбусів на семи маршрутах, а довжина контактної мережі досягла 50 км. 15 червня 1966 року відбулося відкриття тролейбусного маршруту № 8 по побудовій лінії через вулицю Толстого.
Тролейбус став основним транспортом міста. Кількість машин, обслуговуввали маршрути досягала 150—160 на добу. У 1980-х роках побудована тролейбусна лінія по вулиці Бойовій (нині — вул. Героїв Чорнобиля) і відкритий новий маршрут № 10, що сполучив ЧАЗ і ЧеЗаРу. Цій лінії було призначено стати останньою побудованою за часи СРСР і впродовж більш ніж 20 років залишатися найновішою у місті.
У 1990-ті роки маршрути № 4А та 7А були перенумеровані на № 3 і 11 відповідно.
2002 року був відкритий експериментальний тролейбусний маршрут № 12 «Міська лікарня № 2 — Бобровиця», який пропрацював нетривалий час, внаслідок малого пасажиропотоку.
З кожним роком ситуація на підприємстві погіршувалася. У 1997 році, після 25-річної перерви, в тролейбуси повернулись кондуктори, що збільшило виручку від продажу квитків у 3,5 рази.
У червні 2010 року закритий тролейбусний маршрут № 11, що був визнаний нерентабельним.
У грудні 2010 році закінчено монтаж контактної мережі на ділянці вул. Любецька — вул. Незалежності, в результаті чого, з 19 грудня 2010 року маршрут № 6 продовжено до нового мікрорайону «Масани». Наступним етапом було — завершення будівництва ділянки контактної мережі вул. Козацька (колишня — вул. 50-річчя ВЛКСМ) — вул. Любецька, що дозволило з'єднати мікрорайон «Масани» з містом ще одним тролейбусним маршрутом. Після продовження маршруту № 6 до мікрорайону «Масани» в тролейбуси маршруту були повернуті кондуктори (на безкондукторний режим перевели маршрут № 5). Так само планувалося продовження закритого маршруту № 9 до Олександрівки.
З 1 березня 2011 року припинено рух тролейбусів по маршруту № 9. Випуск тролейбусів маршруту № 9 був переведений на маршрут № 5, а автобуси № 41МТ на маршрут № . З липня 2011 року на тролейбусний маршрут № 5 повернули кондукторів, з того часу всі маршрути обслуговуються кондукторами.

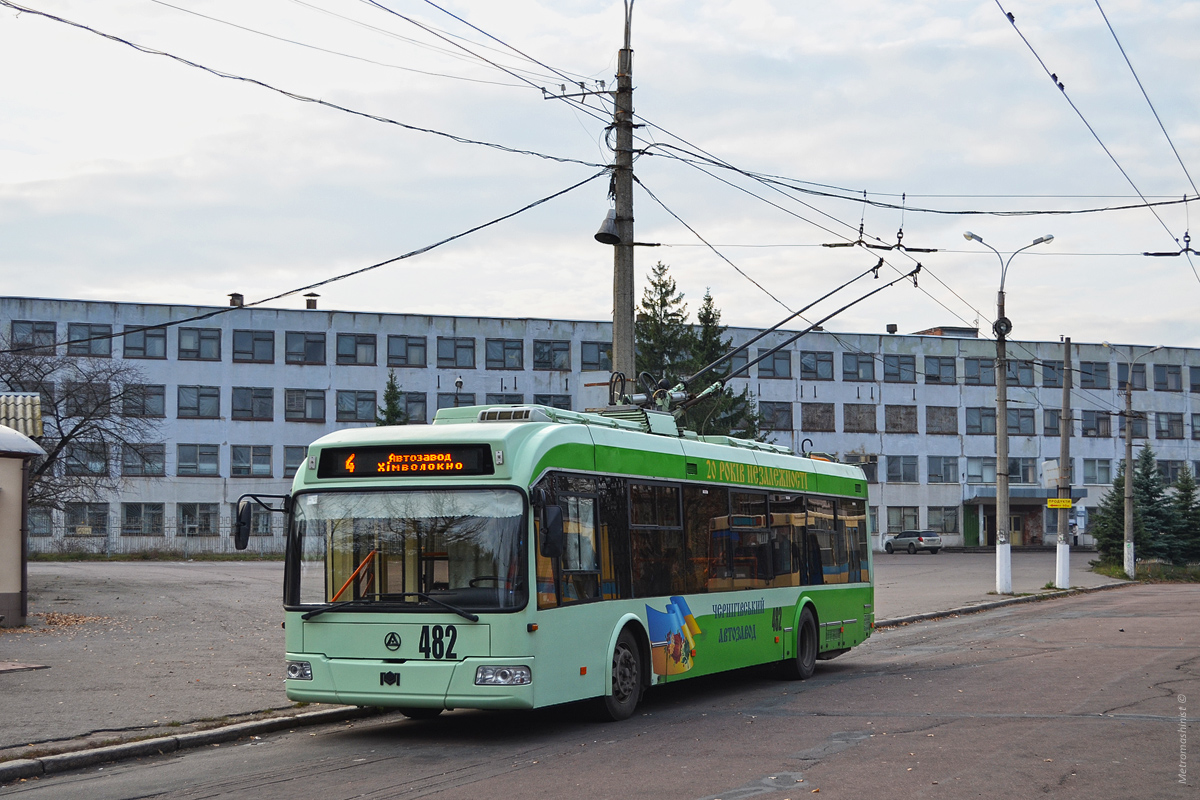
Еталон-БКМ 321 (№ 482)

З 18 вересня 2012 року робота маршруту № 9 поновлюється, що прогнозовано пов'язано з проведенням в Україні виборів до рад народних депутатів, випуск на маршрут становив три машини у будні. У лютому 2013 року без широкого розголосу цей маршрут закривається вдруге. 5 жовтня 2015 року під чергові вибори маршрут знову було поновлено. Впродовж 2016 року він декілька разів поновлювався і скасовувався.
У листопаді 2015 року почалися роботи з будівництва лінії по вулиці Козацькій (колишня — 50 років ВЛКСМ), яка дозволила з'єднати мікрорайон «Масани» з вулицею Рокосовського прямим маршрутом.
У жовтні 2016 року маршрут № 10 подовжено від Бобровиці до фабрики «Сіверянка».
19 грудня 2016 року введено в дію тролейбусну лінію по вулиці Козацькій. Організовано рух тролейбусів за маршрутом № 11 «Вулиця Незалежності — Бобровиця». На лінії почали працювати 7 тролейбусів з інтервалом 11 хвилин.
30 січня 2017 року через нестачу рухомого складу та персоналу маршрут № 5 (Подусівка — Хімволокно) скорочено до зупинки «Готель „Україна“». Маршрут обслуговували 4 тролейбуси з інтервалом 12 хвилин. З 24 лютого 2017 року у зв'язку з багаточисельними зверненнями пасажирів, маршруту № 5 (Подусівка — Готель «Україна») змінено схема руху: вул. Гагаріна — вул. Ріпкинська — вул. Любецька — вул. Івана Мазепи — площа Перемоги — Центральний ринок — готель «Україна» і далі за маршрутом. Маршрут обслуговували також 4 тролейбуси з інтервалом 13 хвилин.
14 червня 2017 року відновлено рух тролейбусів за маршрутами № 2 (Автозавод — Вулиця Шевченка), № 3 (Автозавод  — Вокзал) та № 4 (Автозавод  — Хімволокно). Тролейбусний маршрут № 9 (ТЦ «Мегацентр» — Міська лікарня № 2) скасований. 15 червня 2017 року у тестовому режимі введений в дію тролейбусний маршрут № 9 (Автозавод  — Міська лікарня№ 2), а тролейбусний маршрут № 2 (Автозавод — Вулиця Шевченка) знову скасований. 3 липня 2017 року відновлено роботу тролейбусного маршруту № 8 (Вулиця Пухова — Хімволокно).
16 серпня 2017 року вперше за всю історію КП «ЧТУ», у зв'язку з аварією на тяговій підстанції № 3, на маршрути міста не виїхав жоден тролейбус.
9 вересня 2017 року тролейбусний маршрут № 5 (Подусівка — Готель «Україна») у тестовому режимі подовжено до залізничного вокзалу.
З 20 лютого 2018 року по буднях на маршруті № 9 (Автозавод — Міська лікарня № 2) введені два спецрейси через П'ять кутів. Відправлення о 07:11 — від Автозаводу до Міської лікарні № 2; о 17:25 — від Міської лікарні № 2 до Автозаводу. Для сповіщення пасажирів про змінену трасу прямування, спецрейсам присвоєно № 9А.
31 травня 2019 року у зв'язку з сезонним зниженням пасажиропотоку, а відповідно переходом на літні графіки руху, тролейбусний маршрут № 7А тимчасово скасований.
9 серпня 2019 року впроваджується маршрут № 9А (Автозавод — Міська лікарня № 2) через проспект Перемоги та вулицю Молодчого.
2 вересня 2019року впроваджується маршрут № 6А (Вулиця Незалежності — Готель «Україна»), що прямує через вул. Козацьку — проспект Миру — готель «Україна» — проспект Миру — вул. Івана Мазепи — вул. Любецьку — вул. Незалежності. З 10 вересня 2019 року експериментальний тролейбусний маршрут № 6А припиняє роботу у зв'язку з низьким пасажиропотоком.
З 21 березня 2020 року, у зв'язку з поширенням коронавірусної хвороби COVID-2019 за рішенням Чернігівського виконкому КП «ЧТУ» розпочинає перевезення пасажирів у режимі регулярних спеціальних перевезень з 06:00 до 09:00 та з 16:00 до 20:00. Вхід у тролейбус дозволяється тільки за наявності спец-перепустки. З 25 травня 2020 року робота пасажирського транспорту відновлюється у робочі дні з 06:00 до 09:00 та з 16:00 до 19:00 — перевезення пасажирів у режимі спеціальних перевезень за тимчасовими посвідченнями. Решта пасажирів змає можливість користуватися громадським транспортом в інший час.
16 жовтня 2020 року до Чернігова надійшли п'ять тролейбусів Еталон Т12110 «Барвінок» (№ 514—518), з 5 листопада 2020 року експлуатуються на маршрутах міста.
Під час вторгнення російських окупаційних військ та активних бойових дій у лютому-березні 2022 року в місті була суттєво пошкоджена контактна тролейбусна мережа.
Працівники тролейбусного управління намагаються усунути якомога більше пошкоджень. Однак силами двох бригад у стислі терміни це зробити вкрай складно. За попередньою домовленостю із фахівцями із інших міст виділено чернігівцям усі необхідні матеріали, а їх близько 40 найменувань. Через атаки російських окупантів п'ять тролейбусів Еталон Т12110 «Барвінок» потребують заміни вікон. Така ж проблема ще у двох тролейбусів старого зразка. Проведені перемовини із виробником. Транспорт готовий вийти на маршрути, питання у водіях, адже їх не вистачало і до початку повномасштабного вторгнення. В ході відновлення тролейбусної мережі наприкінці травня, а саме так заплановано міською владою, деякі тролейбусні маршрути зазнають змін, однак сполучення найбільших районів із центром міста та залізничним вокзалом забезпечать.
23 липня 2024 року відкритий рух тролейбусного маршруту № 1 від Діагностичного центру до мікрорайону «Шерстянка». Маршрут обслуговують тролейбуси Еталон Т12220 виробництва Чернігівського автозаводу, які обладнані автономним ходом для використання на ділянках без контактної мережі. Маршрут був затверджений на початку 2024 року разом із постійною мережею маршрутів. Передбачалося, що тролейбуси мали б курсувати від Діагностичного центру на Бобровиці до кінцевої зупинки «Подусівка», що розташована за межами міста, проте у квітні 2024 року маршрут руху зазнав змін і наразі курсує до мікрорайону «Шерстянка».

## Маршрути

### Чинні маршрути
| Перелік діючих тролейбусних маршрутів в місті Чернігів | Перелік діючих тролейбусних маршрутів в місті Чернігів | Перелік діючих тролейбусних маршрутів в місті Чернігів | Перелік діючих тролейбусних маршрутів в місті Чернігів    | Перелік діючих тролейбусних маршрутів в місті Чернігів |
| №                                                      | Пункт відправлення                                     | Пункт призначення                                      | Примітки                                                  | Випуск у будні/вихідні                                 |
| ------------------------------------------------------ | ------------------------------------------------------ | ------------------------------------------------------ | --------------------------------------------------------- | ------------------------------------------------------ |
| 1                                                      | Бобровиця (Діагностичний центр)                        | Шерстянка (вул. Народного Руху)                        | Через просп. Перемоги, вул. Івана Мазепи та вул. Любецьку | 5/3                                                    |
| 3                                                      | Автозавод                                              | Вокзал                                                 | Через просп. Перемоги                                     | 8/6                                                    |
| 7                                                      | Лікарня №2                                             | «Хімтестильмаш» (вул. Народного Руху)                  | Через просп. Перемоги                                     | 8/7                                                    |
| 8                                                      | Лікарня № 2                                            | Вулиця Незалежності                                    | Через вул. Олександра Довженка та вул. Любецьку           | 8/7                                                    |
| 9                                                      | Лікарня № 2                                            | Автозавод                                              | Через Красну площу із виїздом вул. Соборності             | 10/9                                                   |
| 10                                                     | Автозавод                                              | Лижна база                                             | Через просп. Миру та просп. Левка Лук'яненка              | 8/6                                                    |
| 11                                                     | Готель «Україна»                                       | Вулиця Незалежності                                    | Через просп. Левка Лук'яненка                             | 12/9                                                   |

### Історичні маршрути
| Хронологія змін тролейбусної мережі Чернігова | Хронологія змін тролейбусної мережі Чернігова | Хронологія змін тролейбусної мережі Чернігова | Хронологія змін тролейбусної мережі Чернігова | Хронологія змін тролейбусної мережі Чернігова | Хронологія змін тролейбусної мережі Чернігова | Хронологія змін тролейбусної мережі Чернігова |
| №                                             | Період роботи                                 | Період роботи                                 | Кінцеві зупинки                               | Кінцеві зупинки                               | Маршрут руху | Примітки |
| --------------------------------------------- | --------------------------------------------- | --------------------------------------------- | --------------------------------------------- | --------------------------------------------- | --- | --- |
| 1                                             | 05.11.1964                                    | 15.11.1965                                    | Школа № 16                                    | Вокзал                                        | | |
| 1                                             | 15.11.1965                                    | ?                                             | Бобровиця                                     | Вокзал                                        | | |
| 1                                             | ?                                             | 24.02.2022                                    | Сіверянка                                     | Вокзал                                        | | Маршрут скасовано через початок бойових дій. |
| 2                                             | 05.11.1964                                    | 05.09.1965                                    | Бобровиця                                     | Камвольний комбінат                           | | |
| 2                                             | 05.09.1965                                    | 12.02.1973                                    | Бобровиця                                     | Коти                                          | | |
| 2                                             | 12.02.1973                                    | 18.07.1984                                    | Автозавод                                     | Вулиця Пушкіна                                | | |
| 2                                             | 18.07.1984                                    | 14.06.2017                                    | Автозавод                                     | Вулиця Шевченка                               | | Об'єднано з тролейбусним маршрутом №9. |
| 3                                             | 05.11.1964                                    | 15.11.1965                                    | Школа № 16                                    | «Хімволокно»                                  | | |
| 3                                             | 15.11.1965                                    | 22.07.1982                                    | Бобровиця                                     | «Хімволокно»                                  | | Закритий через малий пасажиропотік. |
| 3                                             | 06.02.1984                                    | 06.12.1991                                    | Камвольний комбінат                           | Автозавод                                     | | |
| 3                                             | 01.07.1999                                    | 24.02.2022                                    | Вокзал                                        | Автозавод                                     | | Маршрут скасовано через початок бойових дій. |
| 3                                             | 08.06.2022                                    | 19.03.2023                                    | Вокзал                                        | Обласна лікарня (Коти)                        | Вокзал — просп. Перемоги — вул. Івана Мазепи — просп. Миру — Обласна лікарня                                                                               | У період з 08.06.2022 до 20.03.2023 курсував як тимчасовий маршрут.                                                                                                 |
| 3                                             | 20.03.2023                                    | 06.08.2023                                    | Вокзал                                        | Обласна лікарня (Коти)                        | Вокзал — просп. Перемоги — просп. Миру — Обласна лікарня                                                                                                   | У період з 20.03.2023 до 07.08.2023 курсував як тимчасовий маршрут, змінено заїзд у центр міста.                                                                    |
| 3                                             | 07.08.2023                                    | понині                                        | Вокзал                                        | Автозавод                                     | Вокзал — просп. Перемоги — просп. Миру — Автозавод | У період з 07.08.2023 до 08.01.2024 курсував як тимчасовий маршрут до введення постійної тролейбусної мережі, подовжено з обласної лікарні через відновлення лінії. |
| 4                                             | 01.04.1965                                    | 12.02.1973                                    | Коти                                          | «Хімволокно»                                  | | |
| 4                                             | 12.02.1973                                    | 15.07.1978                                    | Автозавод                                     | «Хімволокно»                                  | | |
| 4                                             | 15.07.1978                                    | 24.02.2022                                    | Автозавод                                     | «Хімволокно»                                  | | Маршрут скасовано через початок бойових дій. |
| 4                                             | 07.08.2023                                    | 01.12.2024                                    | Автозавод                                     | «Хімтестильмаш» (вул. Народного Руху)         | | У період з 07.08.2023 до 08.01.2024 курсував як тимчасовий маршрут до введення постійної тролейбусної мережі, маршрут закрито через брак кадрів.                    |
| 4А                                            | 19.03.1993                                    | 03.07.1998                                    | Вокзал                                        | Автозавод                                     | Через вул. Івана Мазепи | |
| 4А                                            | 03.07.1998                                    | 01.07.1999                                    | Вокзал                                        | Автозавод                                     | Через просп. Перемоги | Перенумеровано на № 3. |
| 5                                             | 02.11.1970                                    | 20.06.1974                                    | Подусівка                                     | «Хімволокно»                                  | Подусівка — вул. Гагаріна — вул. Івана Мазепи — просп. Миру — вул. Попудренка — вул. Івана Мазепи — Хімволокно                                             | До школи-інтернату. |
| 5                                             | 20.06.1974                                    | 27.03.1979                                    | Подусівка                                     | «Хімволокно»                                  | Подусівка — вул. Гагаріна — вул. Івана Мазепи — просп. Миру — вул. Попудренка — вул. Івана Мазепи — Хімволокно                                             | Лінія продовжена. |
| 5                                             | 27.03.1979                                    | 02.06.1979                                    | Подусівка                                     | Готель «Україна»                              | Через Подусівку — вул. Гагаріна — вул. Івана Мазепи — просп. Миру — Готель «Україна»                                                                       | На час реконструкції. |
| 5                                             | 02.06.1979                                    | 29.01.2017                                    | Подусівка                                     | «Хімволокно»                                  | Через просп. Перемоги | |
| 5                                             | 30.01.2017                                    | 23.02.2017                                    | Подусівка                                     | Готель «Україна»                              | Через Подусівку — вул. Гагаріна — вул. Івана Мазепи — просп. Миру — Готель «Україна»                                                                       | |
| 5                                             | 24.02.2017                                    | 08.09.2017                                    | Подусівка                                     | Центральний ринок                             | Через Подусівку — вул. Івана Мазепи — просп. Перемоги — просп. Миру — вул. Івана Мазепи                                                                    | |
| 5                                             | 09.09.2017                                    | 24.02.2022                                    | Подусівка                                     | Вокзал                                        | Через Подусівку — вул. Гагаріна — вул. Івана Мазепи — просп. Миру — просп. Перемоги — Вокзал                                                               | Маршрут скасовано через початок бойових дій. Роботу маршрут не відновлював через знищення контактної мережі.                                                        |
| 5А                                            |                                               |                                               | Готель «Україна»                              | Подусівка                                     | | |
| 6                                             | ?                                             | ?                                             | Вулиця Любецька                               | Міська лікарня № 2                            | | |
| 6                                             | 21.12.2010                                    | 24.02.2022                                    | Вулиця Незалежності                           | Міська лікарня № 2                            | | У грудні 2010 року маршрут подовжено по новій лінії до вулиці Незалежності. Маршрут скасовано через початок бойових дій. Роботу маршрут не відновлював.             |
| 9А                                            | 05.08.2019                                    | 24.02.2022                                    | Автозавод                                     | Міська лікарня № 2                            | Автозавод— просп. Миру — просп. Перемоги — вул. Олександра Молодчого — вул. Шевченка — вул. Рокосовського — вул. 1 Травня — Міська лікарня № 2             | Маршрут скасовано через початок бойових дій. Роботу маршрут не відновлював.                                                                                         |
| 10                                            | 15.12.1971                                    | 22.07.1982                                    | Вокзал                                        | Міська лікарня № 2                            | | |
| 11                                            | 01.07.1999                                    | 31.05.2010                                    | Вокзал                                        | Міська лікарня № 2                            | Вокзал — просп. Перемоги — вул. 1 Травня — вул. Рокосовського — вул. Доценка — вул. Пухова — вул. Бєлова — вул. 1 Травня — Міська лікарня №2               | Закритий через малий пасажиропотік. |
| 11                                            | 19.12.2016                                    | 24.02.2022                                    | Вулиця Незалежності                           | Бобровиця                                     | вул. Незалежності —вул. Любецька — вул. Козацька — вул. Героїв Чорнобиля — вул. 77-й гвардійської дивізії — вул. Рокосовського — вул. Шевченка — Бобровиця | Маршрут скасовано через початок бойових дій. Роботу маршрут відновив у видозміненому вигляді.                                                                       |

## Рухомий склад
З 5 листопада 1964 року містом почали курсувати тролейбуси моделей Київ-5 (ЛАЗ-695Т) та ЗіУ-5. За свідченням ветеранів «ЧТУ», тролейбуси МТБЕС, які отримав Чернігів, так і не були у пасажирській експлуатації. У 1968 року надійшли 15 тролейбусів Київ-4 виробництва КЗЕТ, які, як і їх попередники Київ-5, що не відповідали вимогам міста, відрізнялися малою пасажиромісткістю. Наприкінці 1960—1970-х власними силами депо проводився експеримент зі зчеплення тролейбусів Київ-5 у СБО, один поїзд пропрацював на чернігівських вулицях близько року. Хоча це й вирішувало проблему малої місткості одиночного тролейбусу, але проблема недостатньої якості електрообладнання залишилася невирішеною, тому поїзд невдовзі було розчеплено, а експлуатація моделі Київ-5 завершилася у 1972 році.

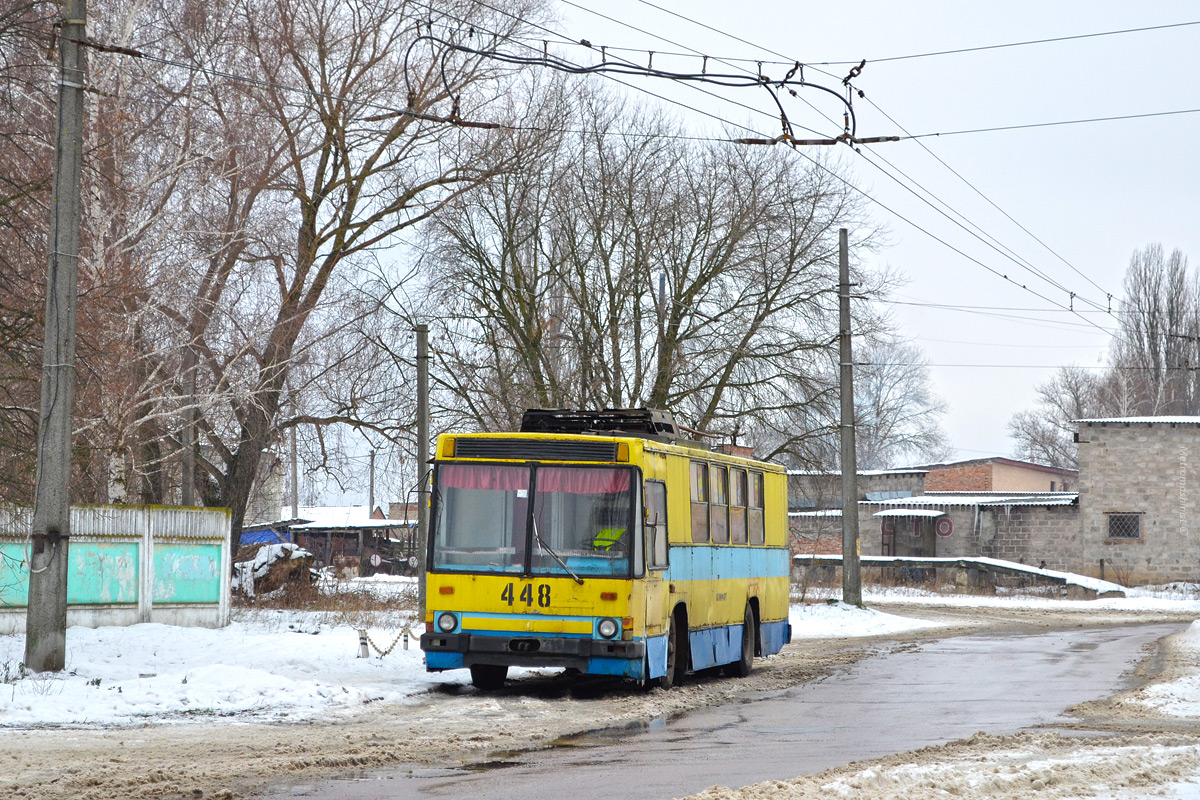
Київ-11у «Комфорт» (№ 448)

З 1969 року у Чернігів почали надходити тролейбуси моделі Київ-6, які вигідно відрізнялися від інших моделей КЗЕТу великою місткістю й трьома дверима, і пропрацювали до 1986 року.
1976 року надійшли перші 10 машин моделі ЗіУ-9, яким була уготована доля стати наймасовішою моделлю чернігівського тролейбуса аж до теперішнього часу. У ті часи щороку в місто надходило в середньому 5-10 тролейбусів цієї моделі, останні 13 тролейбусів ЗіУ-682 надійшли у 1992 році.
З 1993 року в місті почали експлуатуватися перші тролейбуси з Дніпропетровська — зчленований ЮМЗ Т1 (№ 446, закріплений за маршрутом № 4) і два Київ-11у (№ 447 та № 448). Останні деякий час перебували в пасажирській експлуатації, але через недосконалу конструкцію і низьку якість незабаром були перероблені під службові, так звані пересувні пункти харчування. Примітний факт, що Чернігів став останнім містом у світі, де тролейбус цієї моделі Київ-11у (№ 448) працює досі.

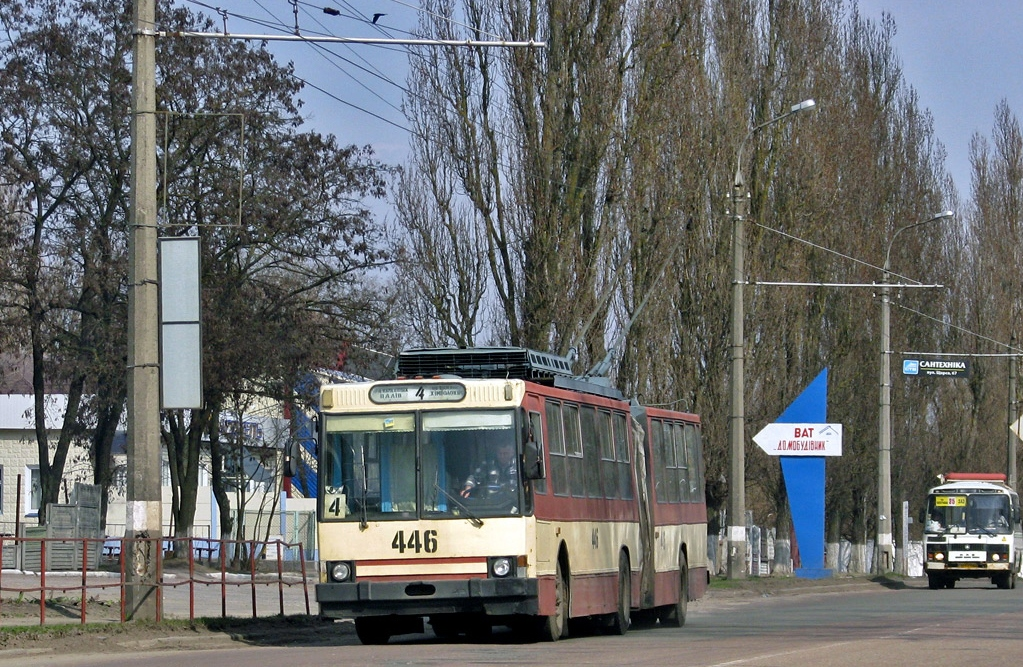
ЮМЗ Т1 (№ 446)

У 1994 році місто отримало тролейбуси ЮМЗ Т2 (№ 449—454) і ЮМЗ Т1 (№ 453, закріплений за маршрутом № 10). Ще один ЮМЗ Т1 (№ 455) надійшов у 1997 році — закріплений за маршрутом № 7. Наступне поповнення парку відбулося лише через 10 років, впродовж 2006—2007 років, коли в місто надійшли 17 тролейбусів — 15 ЮМЗ Т2 і 2 тролейбуса ЗіУ-682Г-016 (012) — ті ж РКСУшні ЗіУ-9, але в сучасному компонуванні.
2008 року місто придбало два тролейбуса ЛАЗ E183D1 (№ № 480—481) — перші низькопідлогові тролейбуси в Чернігові. Обидва працюють з 18 березня 2008 року і закріплені за маршрутом № 1. ЛАЗ E183D1 добре зарекомендували себе в місцевих умовах експлуатації.
У 2010 році виникає проект збірки на Чернігівському автозаводі білоруських тролейбусів моделі БКМ-32100. Обіцяний перший спільний з Білоруссю тролейбус до нового 2011 року так в місті не з'являється. Незабаром Чернігівський автозавод починає збирати повністю з білоруських запчастин перший тролейбус. Лише навесні 2011 року відбулася презентація спільного білорусько-українського тролейбуса, який тривалий час проходив сертифікацію.
24 серпня 2011 року, з нагоди 20-ї річниці Незалежності України відбувся урочистий вихід на лінію тролейбуса чернігівського виробництва, придбаного за підтримки керівництва Чернігівської обласної державної адміністрації. Тролейбус експлуатувався на маршруті № 4.
Наприкінці грудня 2013 року за власний рахунок КП «ЧТУ» були придбані 2 тролейбуси Еталон-БКМ 321. На початку січня 2014 року тролейбуси вийшли на маршрут № 4.
З 1 жовтня 2014 року на маршруті № 4 почалась експлуатація двох перших тролейбусів Еталон Т12110 «Барвінок», які були придбані за кошти міста і були урочисто передані КП «ЧТУ» 19 вересня.
22 листопада 2016 року укладено договір з ПрАТ «Чернігівський автозавод» на поставку 10 тролейбусів Еталон Т12110 «Барвінок». Загальна сума договору склада 38 940 000 ₴.
29 листопада 2016 року КП «ЧТУ» отримало перші три нові тролейбуси Еталон Т12110 «Барвінок» із 10 замовлених тролейбусів чернігівського виробництва вартістю 3 млн 894 тисячі ₴ за одиницю. Всі вони мали надійти до кінця 2016 року. Першочергово новими тролейбусами відкривали саме новий тролейбусний маршрут № 11 (Вулиця Незалежності — Бобровиця), який напряму з'єднав «Масани» з Бобровицею через вулиці Рокоссовського, Героїв Чорнобиля та Козацьку. Появу електротранспорту на цій ділянці влада міста обіцяла майже 40 років. Оновлення рухомого складу муніципального електротранспорта планують і у подальшому.
24 грудня 2016 року надійшли решта 4 з 10 нових тролейбусів Еталон Т12110 «Барвінок». Тролейбусами можуть користуватися інваліди. У салоні одна звичайна, дві USB-розетки та Wi-Fi.

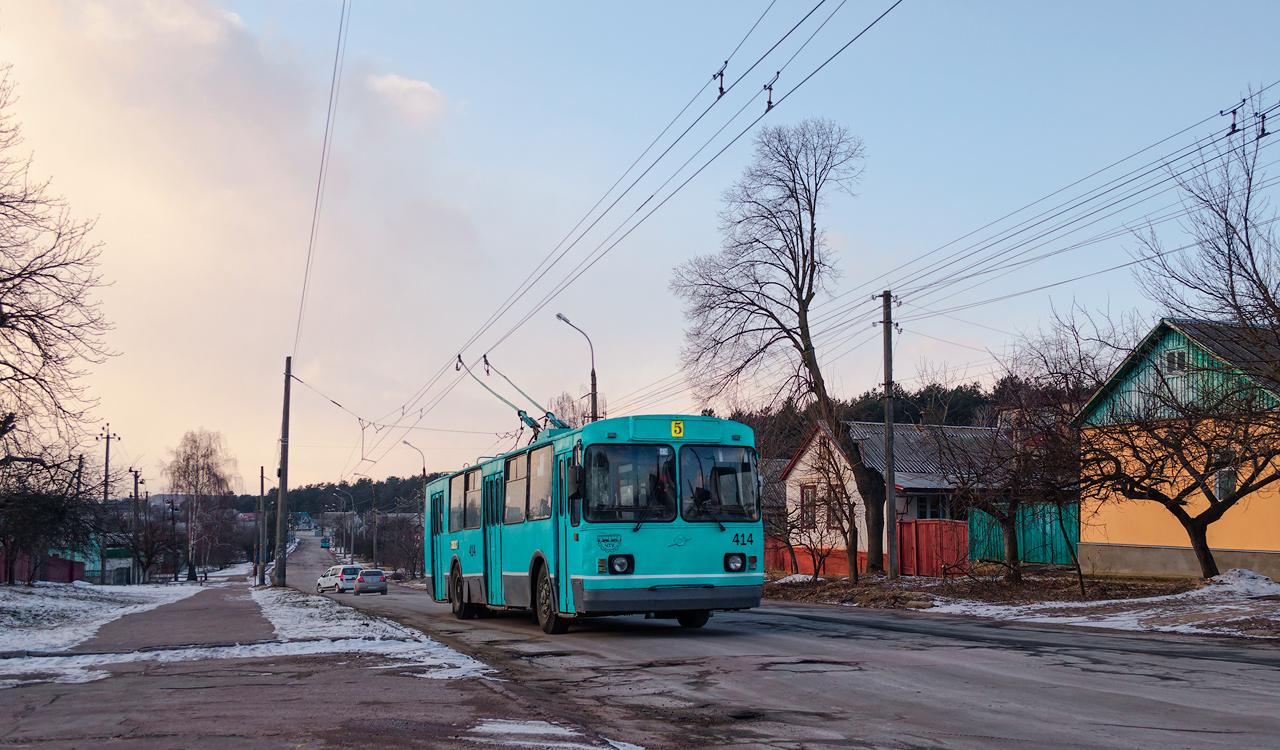
ЗіУ-682В-013 [В0В] (№ 414)
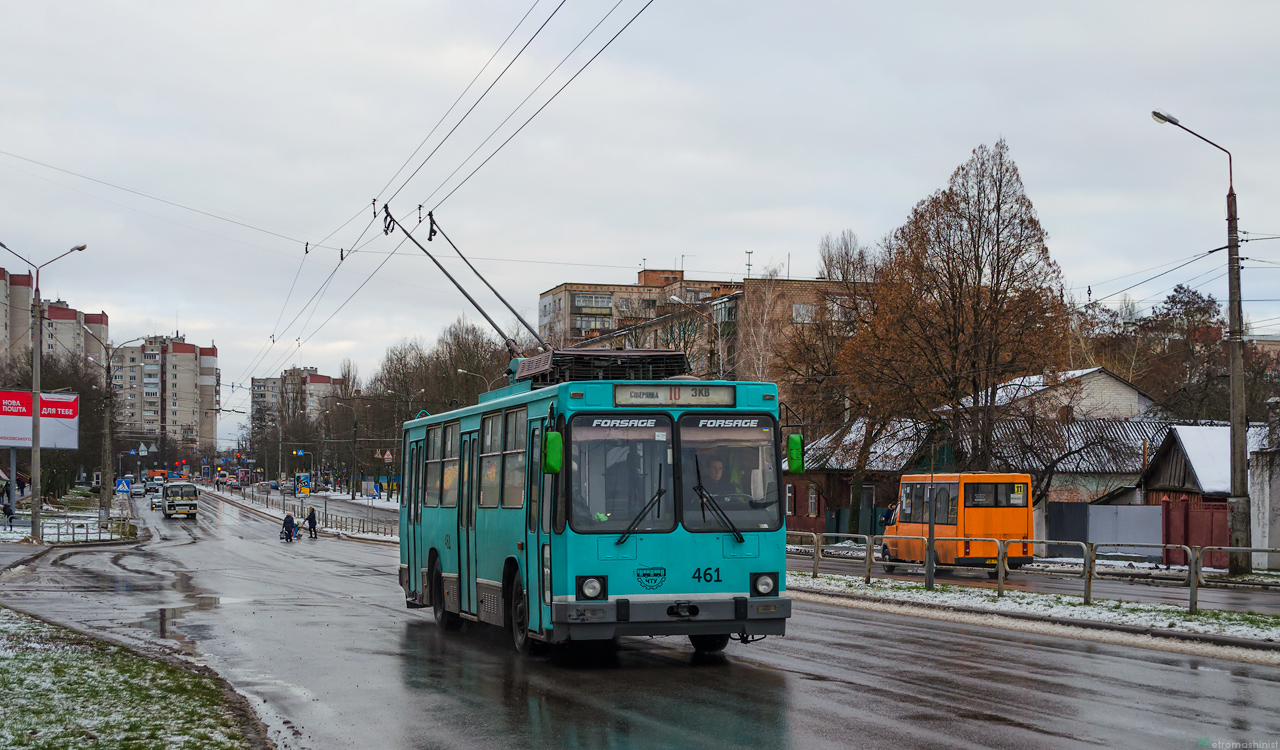
ЮМЗ Т2 (№ 461)
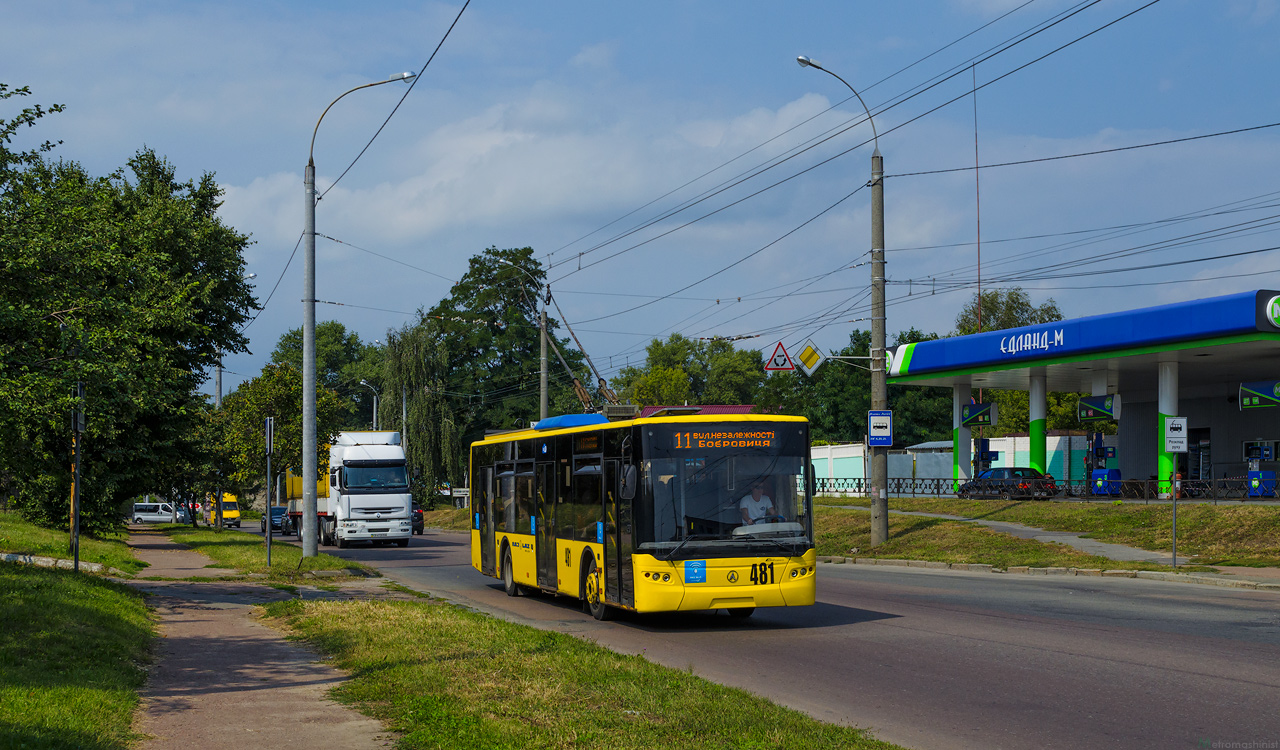
ЛАЗ E183D1 (№ 481)
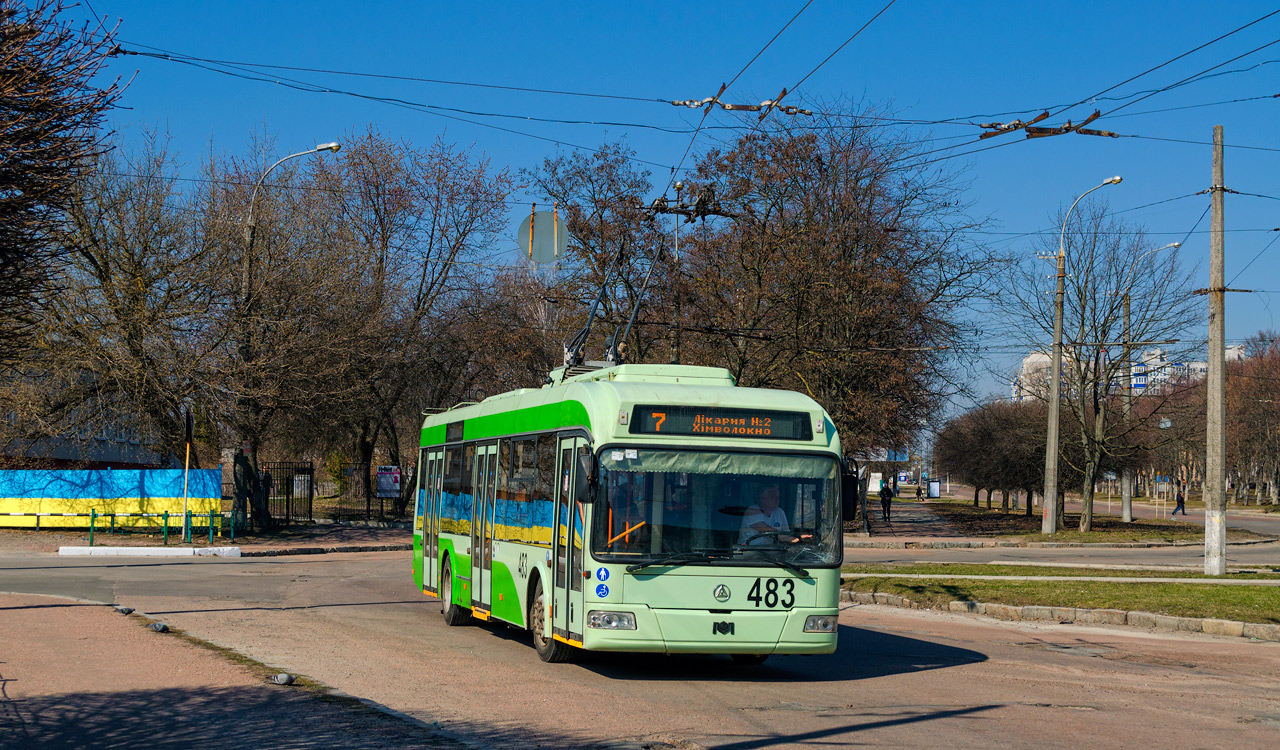
Еталон-БКМ 321 (№ 483)
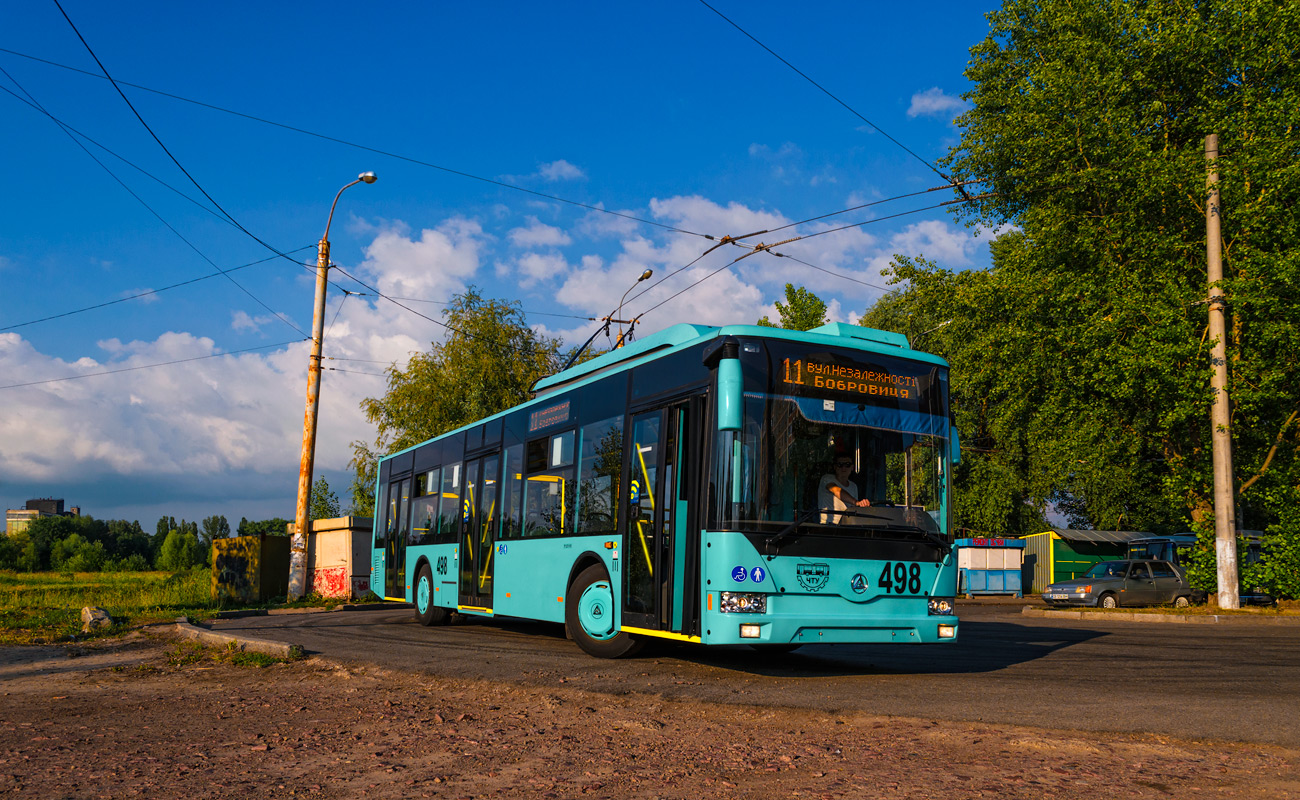
Еталон Т12110 «Барвінок» (№ 498)

Станом на 1 січня 2018 року в КП «Чернігівське тролейбусне управління» експлуатуються 109 тролейбуса, з них 104 пассажирських та 5 службових.
18 жовтня 2018 року укладено договір з ТОВ «Еталон-Лізинг» на поставку 6 тролейбусів Еталон Т12110 «Барвінок» на загальну вартість 29 760 000 гривень (вартість одного тролейбуса складала 4,96 млн ₴).
Станом 1 січня 2020 року на балансі КП «ЧТУ» перебувало 103 пассажирських та 5 службових тролейбуса.

### Історичний

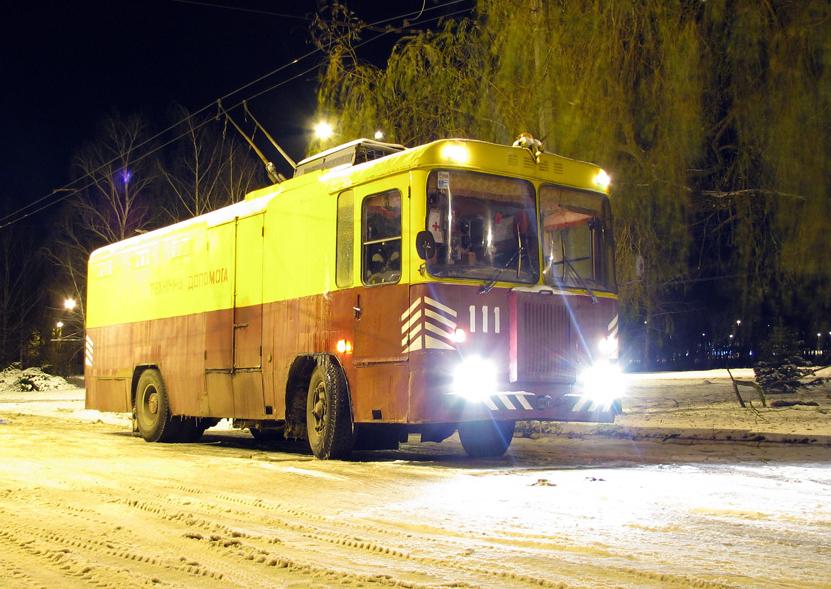
КТГ-1 (№ 111)

- МТБЕС (в експлуатації не були)
- ЗіУ-5
- ОдАЗ-695Т
- Київ-4
- Київ-6
- ЮМЗ Т1
- ЮМЗ Т2 (списано два № 449 та 450 у 2014 році)
- ЛАЗ Е183

### Сучасний рухомий склад
Дані станом на 1 травня 2024 року:
| Пасажирський рухомий склад |           |                      |
| Тип моделі                 | Кількість | Початок експлуатації |
| Еталон Т12110 «Барвінок»   | 43        | 2012                 |
| ЮМЗ Т2                     | 23        | 1994                 |
| Еталон Т12220              | 4         | 2024                 |
| Еталон-БКМ 321             | 3         | 2011                 |
| ЗіУ-682Г-016 (018)         | 2         | 2006                 |
| Еталон Т12120              | 1         | 2020                 |
| Всього:                    | 76        |                      |
| Службовий рухомий склад    |           |                      |
| КТГ-1                      | 2         | 1988                 |
| ЗіУ-682                    | 2         | 1987                 |
| Всього:                    | 4         |                      |

## Вартість проїзду
У Чернігові використовується кондукторна система оплати проїзду. Вартість разового квитка з 15 вересня 2017 року становила — 3,00 ₴, з 15 січня 2019 року — 5,00 ₴. Також діють місячні проїзні квитки.

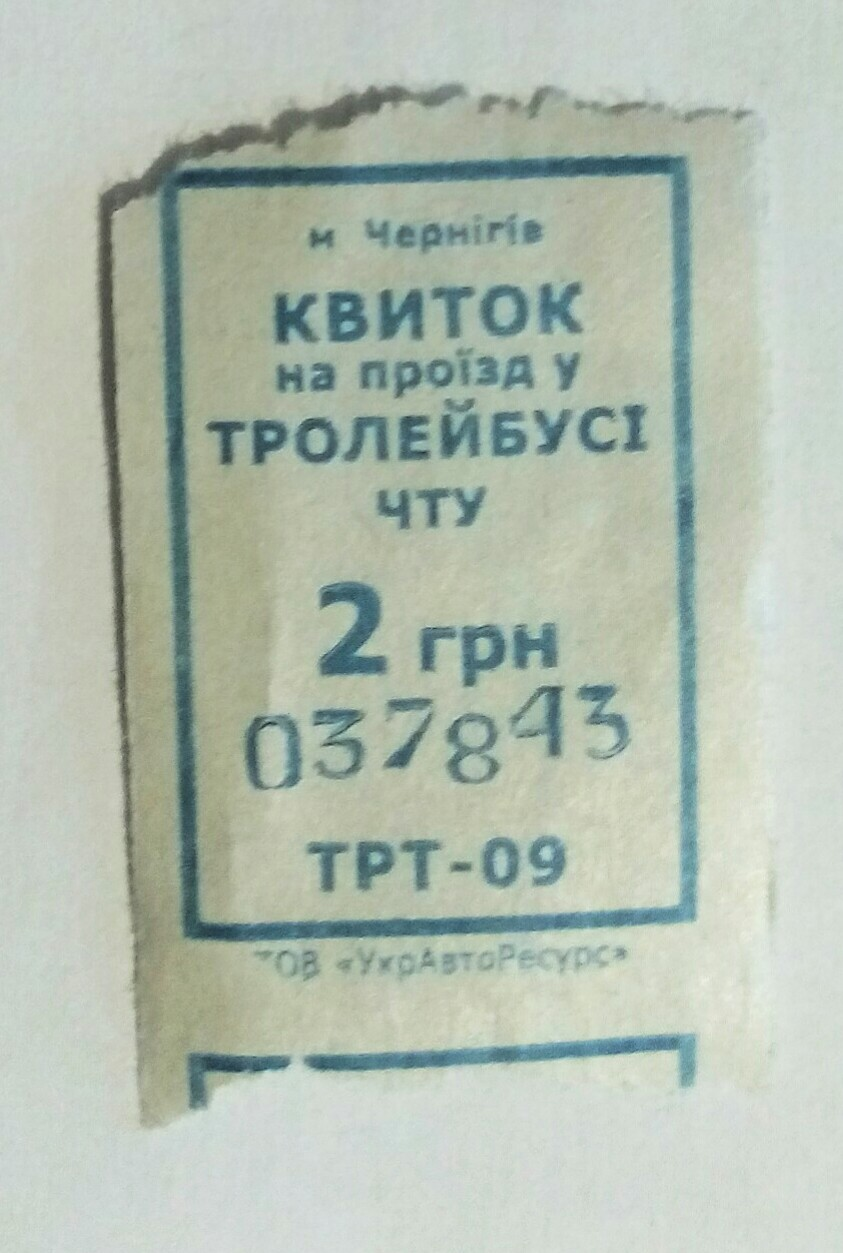
Разовий квиток на проїзд (з травня 2015)
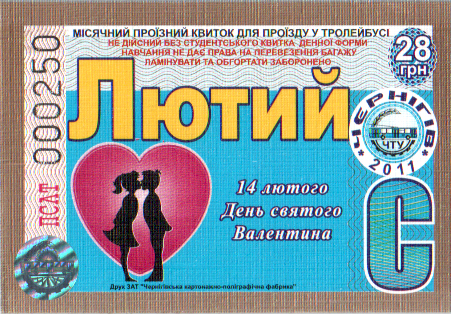
Студентський проїзний квиток
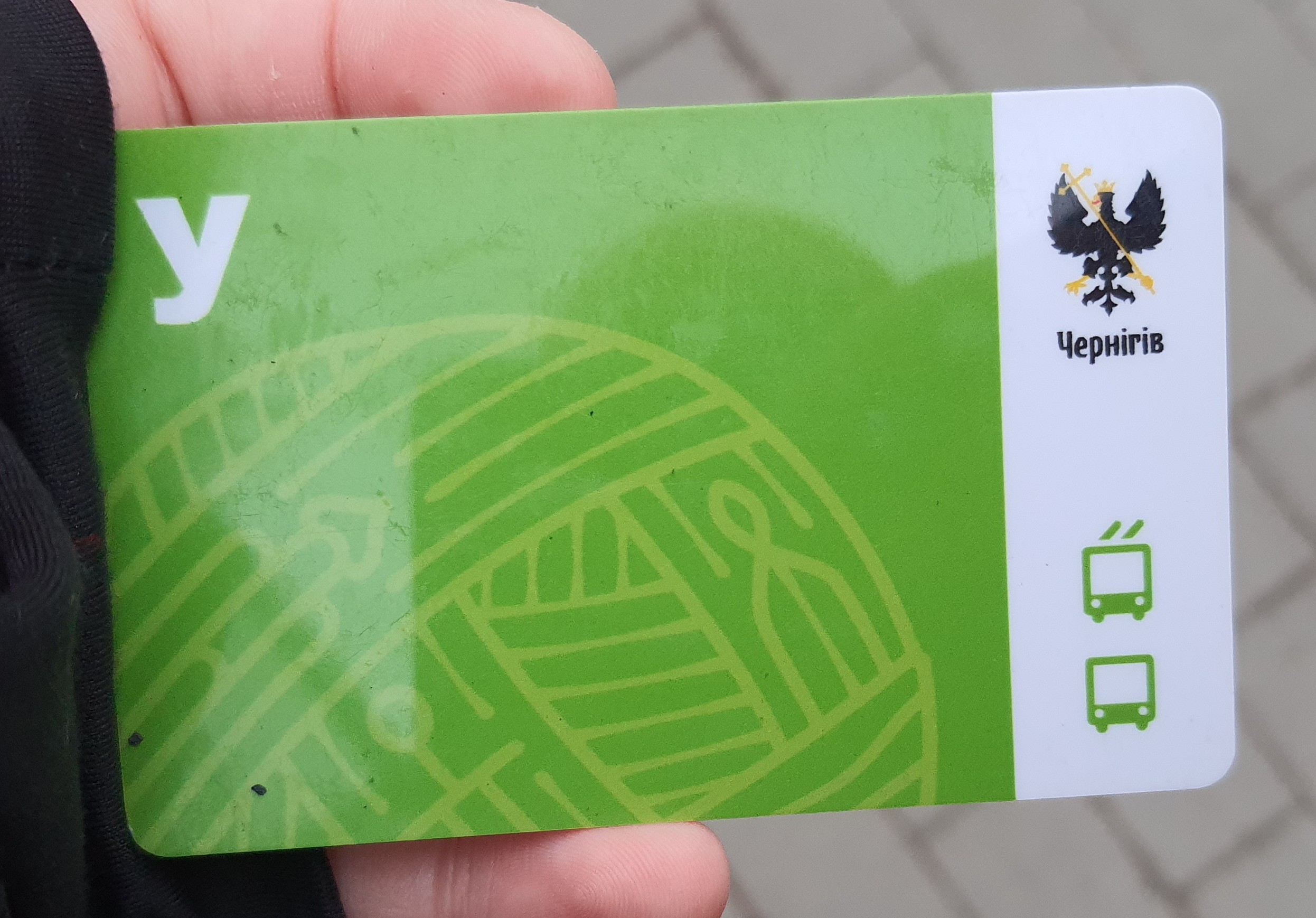
Учнівська транспортна картка (2021)
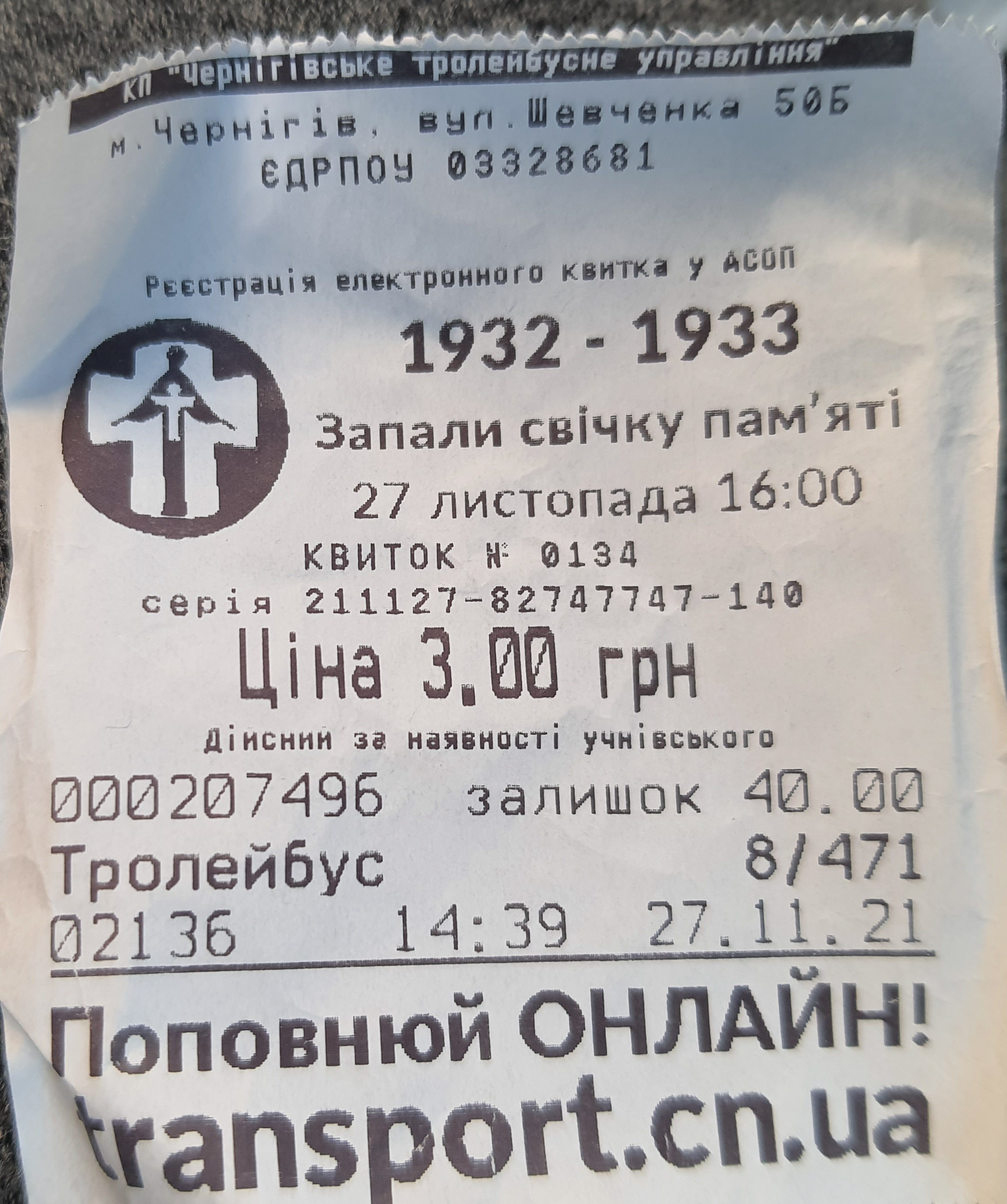
Разовий учнівський квиток до Дня Жертв Голодомору (2021)

### АСООП

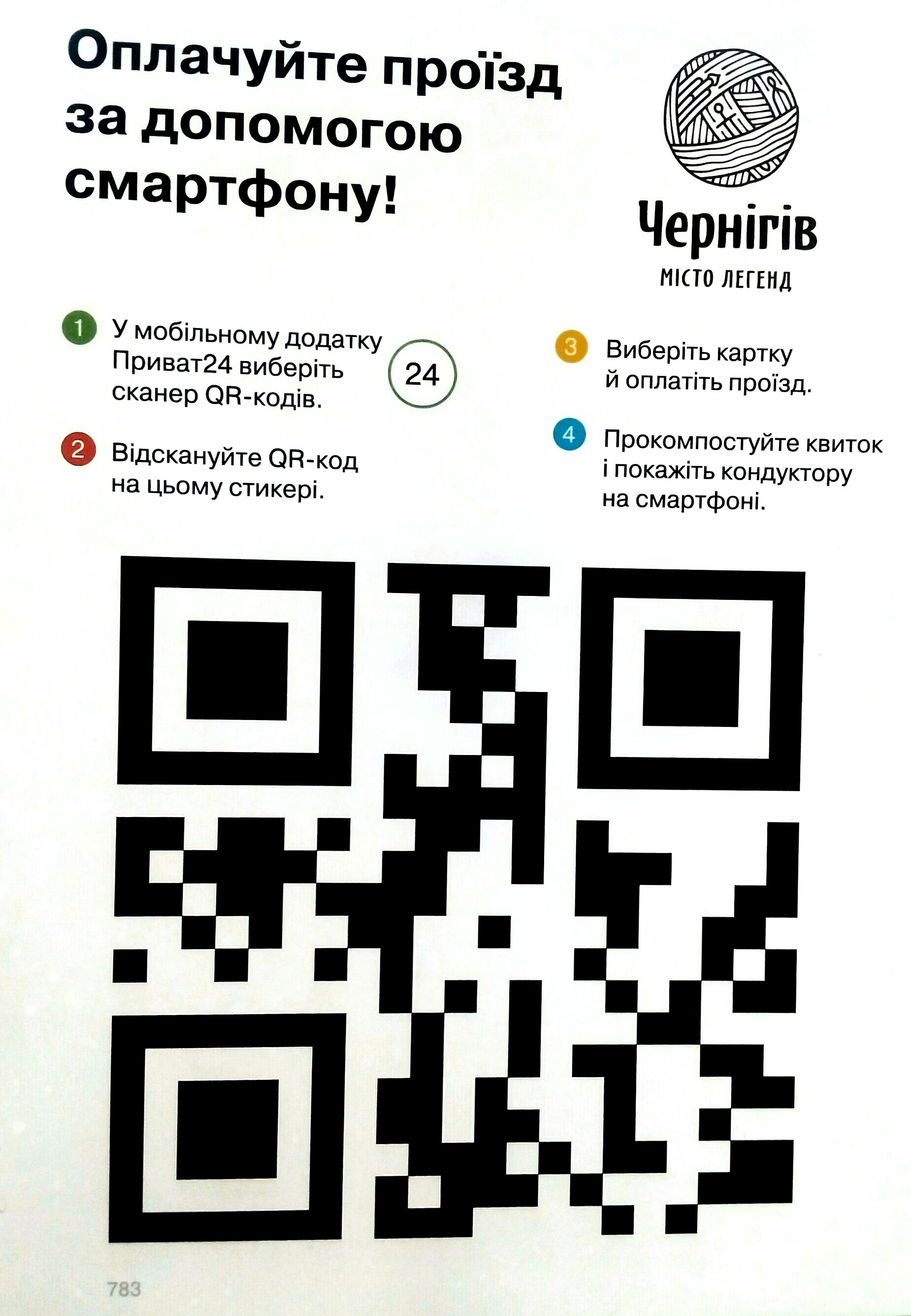
QR-код в чернігівських тролейбусах, (2017)

З липня 2018 року у транспорті КП «ЧТУ» запроваджена автоматизована система обліку оплати проїзду, аналогічна системам у Житомирі та Тернополі.
| Вартість проїзду | Вартість проїзду | Вартість проїзду | Вартість проїзду | Вартість проїзду | Вартість проїзду      | Вартість проїзду | Вартість проїзду | Вартість проїзду | Вартість проїзду | Вартість проїзду | Вартість проїзду | Вартість проїзду | Вартість проїзду | Вартість проїзду |
| Період           | Період           | Готівка          | Готівка          | Картка           | Картка                | Картка           | Проїзний         | Проїзний         | Проїзний         | Проїзний         | Проїзний         | Проїзний         | Проїзний         | Проїзний         |
| з                | по               | Готівка          | Готівка          | Транспортна      | Транспортна учнівська | Банківська       | Учнівський       | Учнівський       | Студентський     | Студентський     | Громадянський    | Громадянський    | Виробничий       | Виробничий       |
| з                | по               | повний           | учні             | Транспортна      | Транспортна учнівська | Банківська       | тиждень          | будні            | тиждень          | будні            | тиждень          | будні            | тиждень          | будні            |
| ---------------- | ---------------- | ---------------- | ---------------- | ---------------- | --------------------- | ---------------- | ---------------- | ---------------- | ---------------- | ---------------- | ---------------- | ---------------- | ---------------- | ---------------- |
| 2003             | ???              | 0,35             | 0,35             |                  |                       |                  | 6,00             | 6,00             | 12,00            | 12,00            | 24,00            | 24,00            |                  |                  |
| ???              | липень 2006      | 0,40             | 0,40             | 6,00             | 6,00                  | 12,00            | 12,00            | 24,00            | 24,00            |                  |                  |                  |                  |                  |
| липень 2006      | листопад 2007    | 0,60             | 0,60             | 12,00            | 18,00                 | 24,00            | 36,00            | 48,00            | 72,00            | 72,00            | 72,00            |                  |                  |                  |
| листопад 2007    | травень 2008     | 0,60             | 0,60             | 12,00            | 12,00                 | 24,00            | 24,00            | 48,00            | 48,00            | —                | —                |                  |                  |                  |
| травень 2008     | січень 2009      | 0,60             | 0,60             | 12,00            | 12,00                 | 24,00            | 24,00            | 48,00            | 48,00            | 72,00            | 72,00            |                  |                  |                  |
| січень 2009      | липень 2009      | 0,75             | 0,75             | без змін         | без змін              | без змін         | без змін         | без змін         | без змін         | без змін         | без змін         |                  |                  |                  |
| липень 2009      | травень 2011     | 1,00             | 1,00             | 14,00            | 14,00                 | 28,00            | 28,00            | 56,00            | 56,00            | 120,00           | 84,00            |                  |                  |                  |
| травень 2011     | листопад 2014    | 1,25             | 1,25             | без змін         | без змін              | без змін         | без змін         | без змін         | без змін         | без змін         | без змін         |                  |                  |                  |
| листопад 2014    | квітень 2015     | 1,50             | 1,50             | без змін         | без змін              | без змін         | без змін         | без змін         | без змін         | без змін         | без змін         |                  |                  |                  |
| 1 квітня 2015    | 6 квітня 2015    | 2,00             | 2,00             | 25,00            | 25,00                 | 50,00            | 50,00            | 100,00           | 100,00           | 180,00           | 120,00           |                  |                  |                  |
| 7 квітня 2015    | 30 квітня 2015   | 1,50             | 1,50             | 25,00            | 25,00                 | 50,00            | 50,00            | 100,00           | 100,00           | 180,00           | 120,00           |                  |                  |                  |
| травень 2015     | 14 вересня 2017  | 2,00             | 2,00             | 25,00            | 25,00                 | 50,00            | 50,00            | 100,00           | 100,00           | 180,00           | 120,00           |                  |                  |                  |
| 15 вересня 2017  | 14 січня 2019    | 3,00             | 3,00             |                  |                       |                  | 50,00            | 50,00            | 100,00           | 100,00           | 150,00           | 150,00           | 230,00           | 170,00           |
| 15 січня 2019    | 1 жовтня 2021    | 5,00             | 5,00             | 3,95             | 2,00                  | 5,00             | 60,00            | 60,00            | 120,00           | 120,00           | 240,00           | 240,00           | 270,00           | 270,00           |
| 1 жовтня 2021    | 1 липня 2022     | 8,00             | 8,00             | 6,00             | 3,00                  | 8,00             | 90,00            | 90,00            | 180,00           | 180,00           | 360,00           | 360,00           | 405,00           | 405,00           |
| 1 липня 2022     | понині           | 12,00            | 8,00             | 4,00             |                       |                  |                  |                  |                  |                  |                  |                  |                  |                  |

## Страйки
- 1 червня 2009 року всі 80 водіїв тролейбусів не вийшли на роботу в Чернігові через заборгованість по зарплаті, однак після 2,5-годинної бесіди з мером і обіцянки погасити заборгованість протягом двох тижнів рух тролейбусів відновився[16].
- З 9 серпня 2010 року на маршрут не виходив жоден з 75 тролейбусів і 18 автобусів тролейбусного управління через чергову заборгованості по зарплаті. Страйкують водії тролейбусів і кондуктори. 12 серпня 2010 відновлено рух тролейбусів та автобусів — виплачена більша частина заборгованості по заробітній платі.

## Депо

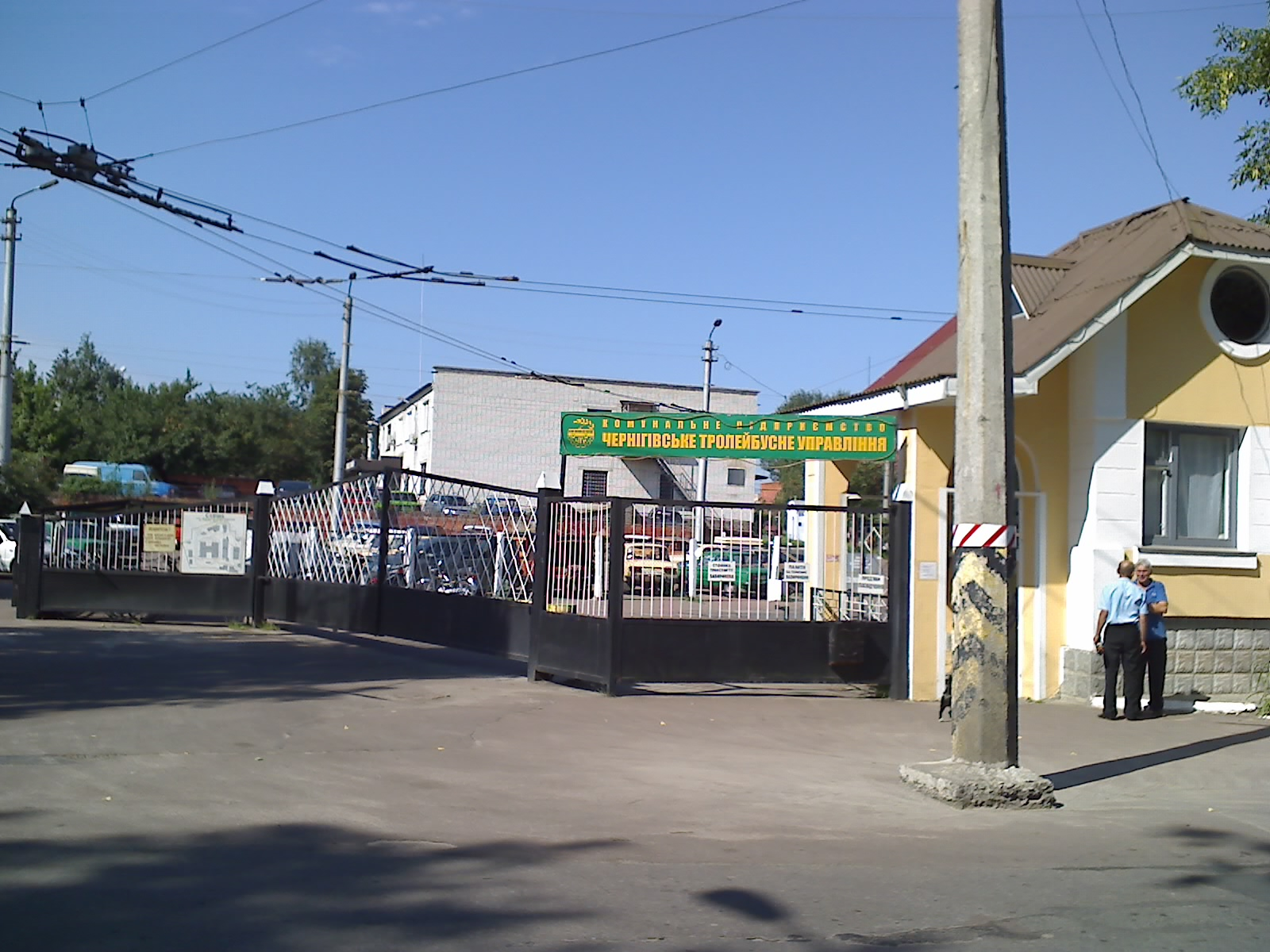
Тролейбусне депо

Всі тролейбусні маршрути міста обслуговуються одним тролейбусним депо.
- Підприємство: КП «Чернігівське тролейбусне управління»
- Маршрути: всі (1, 3, 7, 8, 9, 10, 11)
- Адреса: вул. Шевченка, 50 - 51°30′13″ пн. ш. 31°19′16″ сх. д. / 51.50355° пн. ш. 31.320981° сх. д.
- Начальник: Руслан Ємець